# Sennevières
Ne doit pas être confondu avec (La) Sennevière, rivière de l'Orne.
Sennevières est une commune française du département d'Indre-et-Loire, dans la région Centre-Val de Loire.

## Géographie

### Localisation et communes limitrophes
En bordure sud-ouest de la forêt de Loches qui occupe partiellement son territoire, Sennevières fait partie de l'aire urbaine, de la zone d'emploi et du bassin de vie de Loches.
Les communes limitrophes de Sennevières sont : Ferrière-sur-Beaulieu, Genillé, Chemillé-sur-Indrois, Loché-sur-Indrois, Saint-Hippolyte, Saint-Jean-Saint-Germain et Perrusson.
| Ferrière-sur-Beaulieu    | Genillé     | Chemillé-sur-Indrois |
| Perrusson                | Sennevières | Loche-sur-Indrois    |
| Saint-Jean-Saint-Germain |             | Saint-Hippolyte      |

### Géologie et relief
Le tuffeau jaune (C3c) du Turonien qui constitue le socle sédimentaire du territoire de Sennevières n'affleure que dans la vallée du Beugnon qui l'a mis au jour par érosion ; il y est fréquemment altéré en argiles caillouteuses. Partout ailleurs, cette formation est recouverte d'une épaisse couche d'argiles à silex (c4-6S) du Sénonien ; dans la moitié nord-est du territoire, à l'altitude plus élevée, des limons éoliens des plateaux (LP) se déposent au Quaternaire. Une petite faille, orientée est-ouest, parcourt le territoire ; la vallée du Beugnon y est partiellement installée,.
Si l'altitude des plateaux, au nord et à l'est, dépasse parfois 140 m, la vallée du Beugnon n'est qu'à 91 m lorsque le ruisseau quitte le territoire de Sennevières.

### Hydrographie

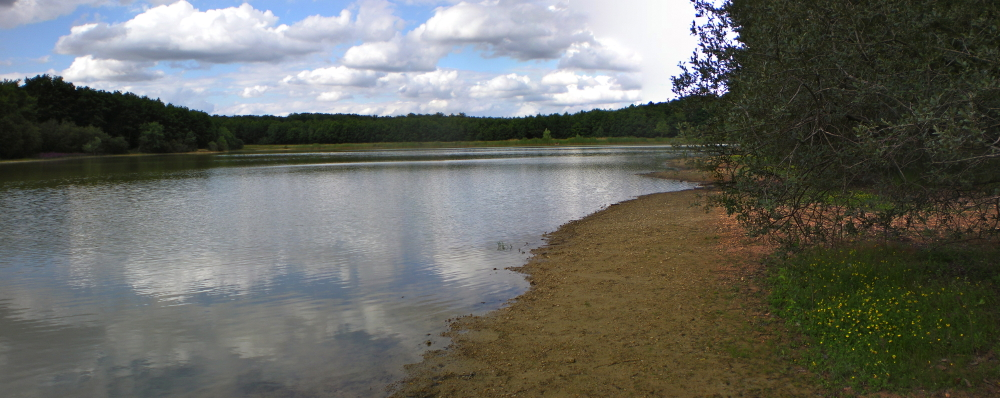
Étang du Pas-aux-Ânes.

Le Beugnon, affluent de la rive droite de l'Indre, est le principal cours d'eau irriguant Sennevières. Il y prend sa source et passe par le chef-lieu communal. D'autres ruisseaux, prenant naissance à la limite entre Sennevières et Chemillé-sur-Indrois, courent vers le nord-est et alimentent l'Indrois sur sa rive gauche. En tête des vallons de ces cours d'eau de trouvent fréquemment des étangs, tel l'étang du Pas-aux-Ânes.
Deux zones humides ont été répertoriées sur la commune par la direction départementale des territoires (DDT) et le conseil départemental d'Indre-et-Loire : « la vallée du Ruisseau de Boutineau » et « les étangs de la Martinière »,.

### Climat
Pour des articles plus généraux, voir Climat du Centre-Val de Loire et Climat d'Indre-et-Loire.
En 2010, le climat de la commune est de type climat océanique dégradé des plaines du Centre et du Nord, selon une étude du CNRS s'appuyant sur une série de données couvrant la période 1971-2000. En 2020, Météo-France publie une typologie des climats de la France métropolitaine dans laquelle la commune est exposée à un climat océanique altéré et est dans une zone de transition entre les régions climatiques « Moyenne vallée de la Loire » et « Centre et contreforts nord du Massif Central ». 
Pour la période 1971-2000, la température annuelle moyenne est de 11,2 °C, avec une amplitude thermique annuelle de 15,3 °C. Le cumul annuel moyen de précipitations est de 720 mm, avec 11,3 jours de précipitations en janvier et 6,9 jours en juillet. Pour la période 1991-2020, la température moyenne annuelle observée sur la station météorologique de Météo-France la plus proche, sur la commune de Perrusson à 7 km à vol d'oiseau, est de 12,3 °C et le cumul annuel moyen de précipitations est de 730,3 mm,. Pour l'avenir, les paramètres climatiques de la commune estimés pour 2050 selon différents scénarios d'émission de gaz à effet de serre sont consultables sur un site dédié publié par Météo-France en novembre 2022.

### Paysages naturels et biodiversité
La présence de la forêt de Loches du nord au sud-est du territoire de Sennevières fait que plus de 30 % de la surface communale est composée de bois avec dans la partie domaniale de la forêt des futaies de chênes et de hêtres. Ailleurs, le paysage bocager cède peu à peu la place à des grandes parcelles dédiées à la céréaliculture.
La ZNIEFF, de deuxième génération et de type 2, dite du « massif forestier de Loches », d'une superficie de 5 066 hectares s'étend sur 10 communes, dont Sennevières pour la partie nord-est de son territoire. Considérée comme l’un des massifs boisés les plus riches d’Indre-et-Loire, la forêt de Loches héberge de nombreuses espèces remarquables ; ce biotope est potentiellement menacé par une exploitation mal raisonnée du massif forestier ainsi que par la pratique des loisirs de plein air.
Géographiquement comprise dans la précédente, la ZNIEFF de type 1 de l'étang du Pas-aux-Ânes, d'une superficie de 6,19 ha héberge une flore spécifique aux milieux humides.

## Urbanisme

### Typologie
Au 1er janvier 2024, Sennevières est catégorisée commune rurale à habitat très dispersé, selon la nouvelle grille communale de densité à sept niveaux définie par l'Insee en 2022.
Elle est située hors unité urbaine. Par ailleurs la commune fait partie de l'aire d'attraction de Loches, dont elle est une commune de la couronne,. Cette aire, qui regroupe 23 communes, est catégorisée dans les aires de moins de 50 000 habitants,.

### Occupation des sols
L'occupation des sols de la commune, telle qu'elle ressort de la base de données européenne d’occupation biophysique des sols Corine Land Cover (CLC), est marquée par l'importance des territoires agricoles (63,2 % en 2018), une proportion sensiblement équivalente à celle de 1990 (63,7 %). La répartition détaillée en 2018 est la suivante : 
terres arables (51,1 %), forêts (36,8 %), prairies (10,9 %), zones agricoles hétérogènes (1,2 %). L'évolution de l’occupation des sols de la commune et de ses infrastructures peut être observée sur les différentes représentations cartographiques du territoire : la carte de Cassini (XVIIIe siècle), la carte d'état-major (1820-1866) et les cartes ou photos aériennes de l'IGN pour la période actuelle (1950 à aujourd'hui).

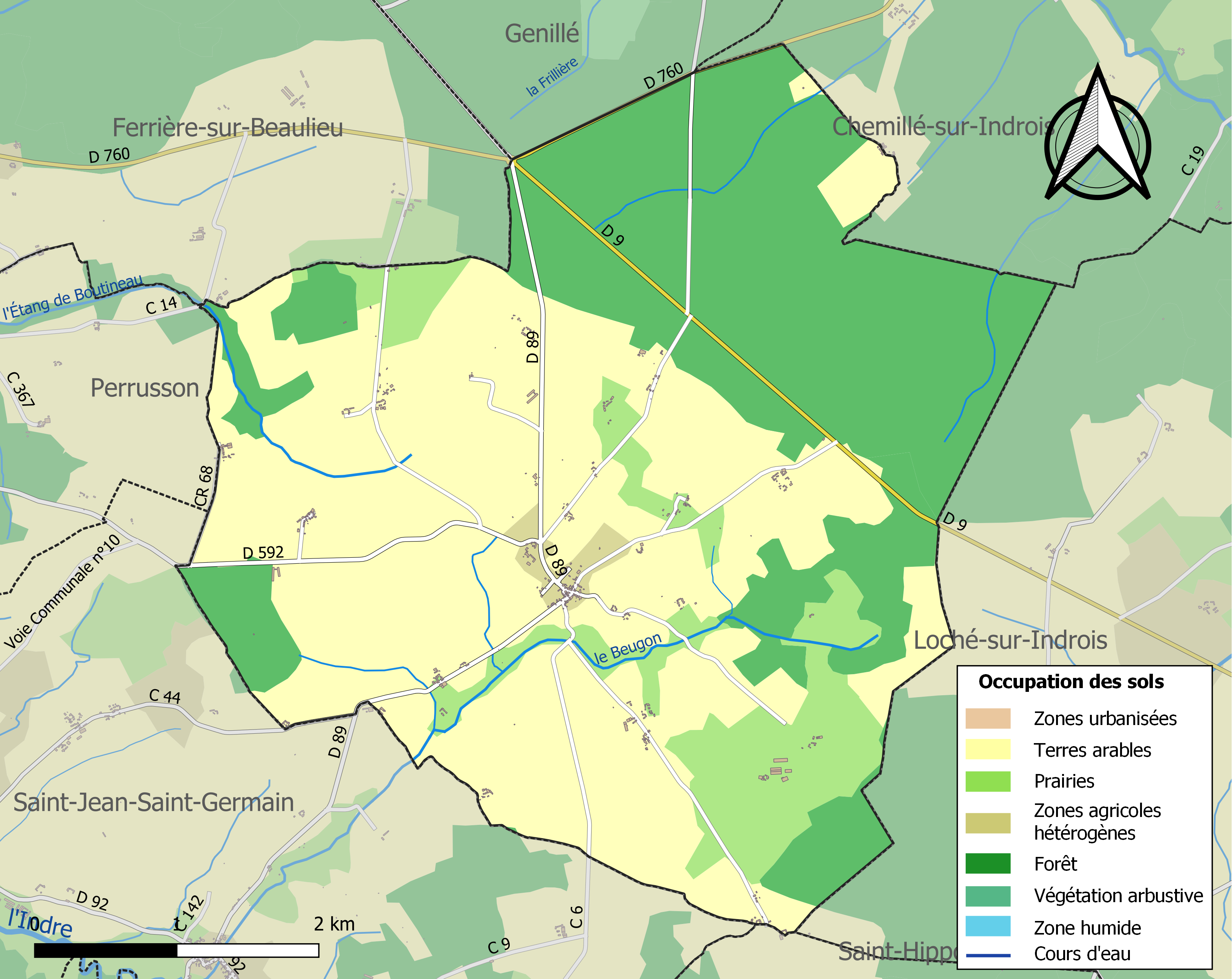
Carte des infrastructures et de l'occupation des sols de la commune en 2018 (CLC).

### Risques majeurs
Le territoire de la commune de Sennevières est vulnérable à différents aléas naturels : météorologiques (tempête, orage, neige, grand froid, canicule ou sécheresse) et séisme (sismicité faible). Un site publié par le BRGM permet d'évaluer simplement et rapidement les risques d'un bien localisé soit par son adresse soit par le numéro de sa parcelle.

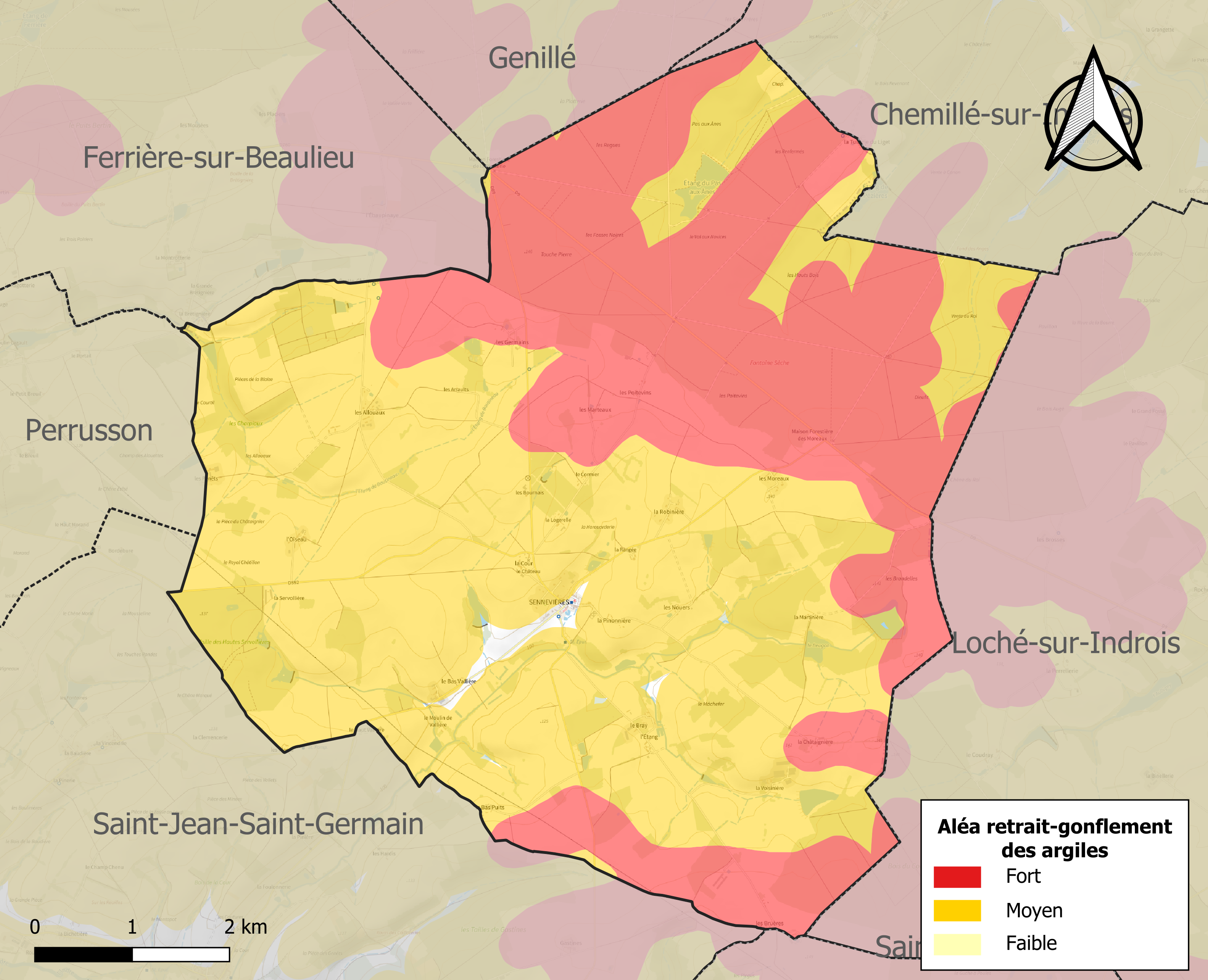
Carte des zones d'aléa retrait-gonflement des sols argileux de Sennevières.

Le retrait-gonflement des sols argileux est susceptible d'engendrer des dommages importants aux bâtiments en cas d’alternance de périodes de sécheresse et de pluie. 99,2 % de la superficie communale est en aléa moyen ou fort (90,2 % au niveau départemental et 48,5 % au niveau national). Sur les 133 bâtiments dénombrés sur la commune en 2019, 109 sont en aléa moyen ou fort, soit 82 %, à comparer aux 91 % au niveau départemental et 54 % au niveau national. Une cartographie de l'exposition du territoire national au retrait gonflement des sols argileux est disponible sur le site du BRGM,.
Concernant les mouvements de terrains, la commune a été reconnue en état de catastrophe naturelle au titre des dommages causés par des mouvements de terrain en 1999.

## Toponymie
Le toponyme Senaparia (Grégoire de Tours au VIe siècle) ou Sinapariae (charte du XIIe siècle) est un dérivé en -aria de sinapis (Sénevé, moutarde sauvage) : c'est le « lieu où pousse le sénevé ».
Il évolue par la suite : Seneveriae, 1242 (Charte de l’abbaye de Villeloin) ; In parochia de Senevetis, début XIIIe siècle (Cartulaire de l’archevêché de Tours, p. 290, Livre de Eschequete, charte 312) ; Seneviers, XIIIe, XIVe siècle (Archives Départementales d'Indre-et-Loire-H 167) ; En la paroisse de Seneveres, 29 octobre 1358 (Cartulaire de l’archevêché de Tours, t. 2, p. 41, 49, charte 172) ; Paroisse de Senevieres, 5 août 1365 (Cartulaire de l’archevêché de Tours, t. 2, p. 35, charte 171) ; Sennevières, XVIIIe siècle (Carte de Cassini).

## Histoire
L'histoire de Sennevières est très peu documentée avant le Moyen Âge, à l’exception de  quelques artéfacts lithiques préhistoriques dont l'identification est incertaine et une mention toponymique « le Mâchefer » renvoyant peut-être à une activité sidérurgique très ancienne.
Ursus (Ours) de Cahors fonde vers 560 un monastère bénédictin à Sennevières et Leobatius (Leubais) en est le premier abbé,. Ce monastère, peut-être lié à une exploitation agricole et qu'aucune source carolingienne ne mentionne, semble ainsi avoir eu une existence très brève. Au Moyen Âge, Sennevières est une châtellenie dont Geoffroy de Sennevières est le premier seigneur connu en 1105. La fondation d'un centre paroissial aussi précoce et situé en bordure de forêt constitue une exception dans la région, où les paroisses sont prioritairement créées dans les vallées des cours d'eau. Au XIVe siècle, la châtellenie passe entre les mains de la famille de Menou. En 1562, Sennevières est élevée au rang de baronnie. Le château qui domine le bourg et qui en 1770 comporte une fuie et une enceinte tombe en ruines après la Révolution ; il n'en reste plus que quelques vestiges de murs. Le dernier propriétaire de cette baronnie, en 1789, est François du Mouchet de Villedieu, évêque de Digne.
Au milieu du XIXe siècle, l'attachement des habitants de Sennevières au Second Empire se manifeste clairement au travers des plébiscites organisés en décembre 1851 et novembre 1852 : le « oui » remporte l'unanimité des suffrages exprimés. En 1852, ce sont même 100 % des électeurs qui se déplacent pour participer au vote.
En 1909, la municipalité de Sennevières décrète la mixité garçons-filles dans les classes de son école, une mesure pionnière dans la région. La Première Guerre mondiale fait dix-huit victimes dans les rangs des soldats de Sennevières.

## Politique et administration
| Période                                  | Période  | Identité       | Étiquette      | Qualité |
| ---------------------------------------- | -------- | -------------- | -------------- | ------- |
| mars 2001                                | En cours | Caroline Krier | sans étiquette |         |
| Les données manquantes sont à compléter. |          |                |                |         |

## Population et société

### Démographie
Les habitants de Sennevières sont les « Sennepariens ».
L'évolution du nombre d'habitants est connue à travers les recensements de la population effectués dans la commune depuis 1793. Pour les communes de moins de 10 000 habitants, une enquête de recensement portant sur toute la population est réalisée tous les cinq ans, les populations de référence des années intermédiaires étant quant à elles estimées par interpolation ou extrapolation. Pour la commune, le premier recensement exhaustif entrant dans le cadre du nouveau dispositif a été réalisé en 2006.

En 2022, la commune comptait 217 habitants, en évolution de +3,33 % par rapport à 2016 (Indre-et-Loire : +1,67 %, France hors Mayotte : +2,11 %).
| 1793 | 1800 | 1806 | 1821 | 1831 | 1836 | 1841 | 1846 | 1851 |
| ---- | ---- | ---- | ---- | ---- | ---- | ---- | ---- | ---- |
| 382  | 392  | 346  | 378  | 361  | 373  | 381  | 410  | 372  |

| 1856 | 1861 | 1866 | 1872 | 1876 | 1881 | 1886 | 1891 | 1896 |
| ---- | ---- | ---- | ---- | ---- | ---- | ---- | ---- | ---- |
| 390  | 425  | 390  | 390  | 393  | 403  | 447  | 462  | 414  |

| 1901 | 1906 | 1911 | 1921 | 1926 | 1931 | 1936 | 1946 | 1954 |
| ---- | ---- | ---- | ---- | ---- | ---- | ---- | ---- | ---- |
| 406  | 417  | 393  | 398  | 407  | 393  | 371  | 377  | 364  |

| 1962 | 1968 | 1975 | 1982 | 1990 | 1999 | 2006 | 2011 | 2016 |
| ---- | ---- | ---- | ---- | ---- | ---- | ---- | ---- | ---- |
| 292  | 258  | 207  | 210  | 225  | 210  | 227  | 219  | 210  |

| 2021 | 2022 | - | - | - | - | - | - | - |
| ---- | ---- | - | - | - | - | - | - | - |
| 212  | 217  | - | - | - | - | - | - | - |

### Enseignement
Un regroupement pédagogique intercommunal concerne les communes de Bridoré, Saint-Hippolyte, Saint-Jean-Saint-Germain et Sennevières. Aucune école n'existant dans cette dernière commune, les enfants de Sennevières sont scolarisés dans les autres communes du regroupement.
La carte scolaire départementale prévoit la scolarisation des étudiants de Sennevières dans le collège Georges-Besse et le lycée Alfred-de-Vigny de Loches.

### Santé et services d'urgence
Aucun médecin n'est installé à Sennevières ; les médecins généralistes les plus proches exercent à Saint-Hippolyte ou Beaulieu-lès-Loches. L'hôpital le plus proche est le centre hospitalier des Rives de l'Indre à Loches.

## Économie
Le tableau ci-dessous détaille le nombre d'entreprises implantées à Sennevières selon leur secteur d'activité et le nombre de leurs salariés :
|                                                              | Total | %     | 0 salarié | 1 à 9 salariés | 10 à 19 salariés | 20 à 49 salariés | 50 salariés ou plus |
| ------------------------------------------------------------ | ----- | ----- | --------- | -------------- | ---------------- | ---------------- | ------------------- |
| Ensemble                                                     | 30    | 100,0 | 25        | 4              | 1                | 0                | 0                   |
| Agriculture, sylviculture et pêche                           | 13    | 43,3  | 11        | 2              | 0                | 0                | 0                   |
| Industrie                                                    | 2     | 6,7   | 2         | 0              | 0                | 0                | 0                   |
| Construction                                                 | 4     | 13,3  | 2         | 1              | 1                | 0                | 0                   |
| Commerce, transports, services divers                        | 10    | 33,3  | 9         | 1              | 0                | 0                | 0                   |
| dont commerce et réparation automobile                       | 2     | 6,7   | 2         | 0              | 0                | 0                | 0                   |
| Administration publique, enseignement, santé, action sociale | 1     | 3,3   | 1         | 0              | 0                | 0                | 0                   |
| Champ : ensemble des activités.                              |       |       |           |                |                  |                  |                     |

## Culture locale et patrimoine

### Lieux et monuments
L'église Saint-Leubais est un édifice dont la construction remonte au début du XIe siècle, mais il est repris ensuite l'intérieur en est profondément remanié à l'époque moderne. Le clocher présente des caractéristiques architecturales (lucarnes aux angles) souvent rencontrées dans les églises romanes du Lochois. L'église est inscrite au titre des monuments historiques depuis 1939. Elle occupe peut-être l'emplacement du prieuré primitif.
La pyramide des Chartreux, pyramide élancée construite au XVIIIe siècle pour servir de repère de chasse, se trouve à la limite de Sennevières et de Chemillé-sur-Indrois, sur la route qui conduit à la chartreuse du Liget.
La chapelle Saint-Jean du Liget, première implantation des moines chartreux dans le secteur avant leur installation définitive à Chemillé-sur-Indrois, est construite sur un plan circulaire. Des fresques décoraient l'ensemble de ses murs intérieurs et de la coupole de son dôme. Certaines d'entre elles sont préservées.
L'étang du Pas-aux-Ânes est le plus vaste de la forêt de Loches, avec une superficie allant jusqu'à 7 ha. Ses rivages accueillent une flore spécifique et ses abords sont partiellement aménagés pour l'accueil des promeneurs (kiosque couvert, aire de pique-nique).
Le Tiers Lieu Sud Touraine a vu le jour sur la commune de Sennevières en lien avec la Cabane à Plantes

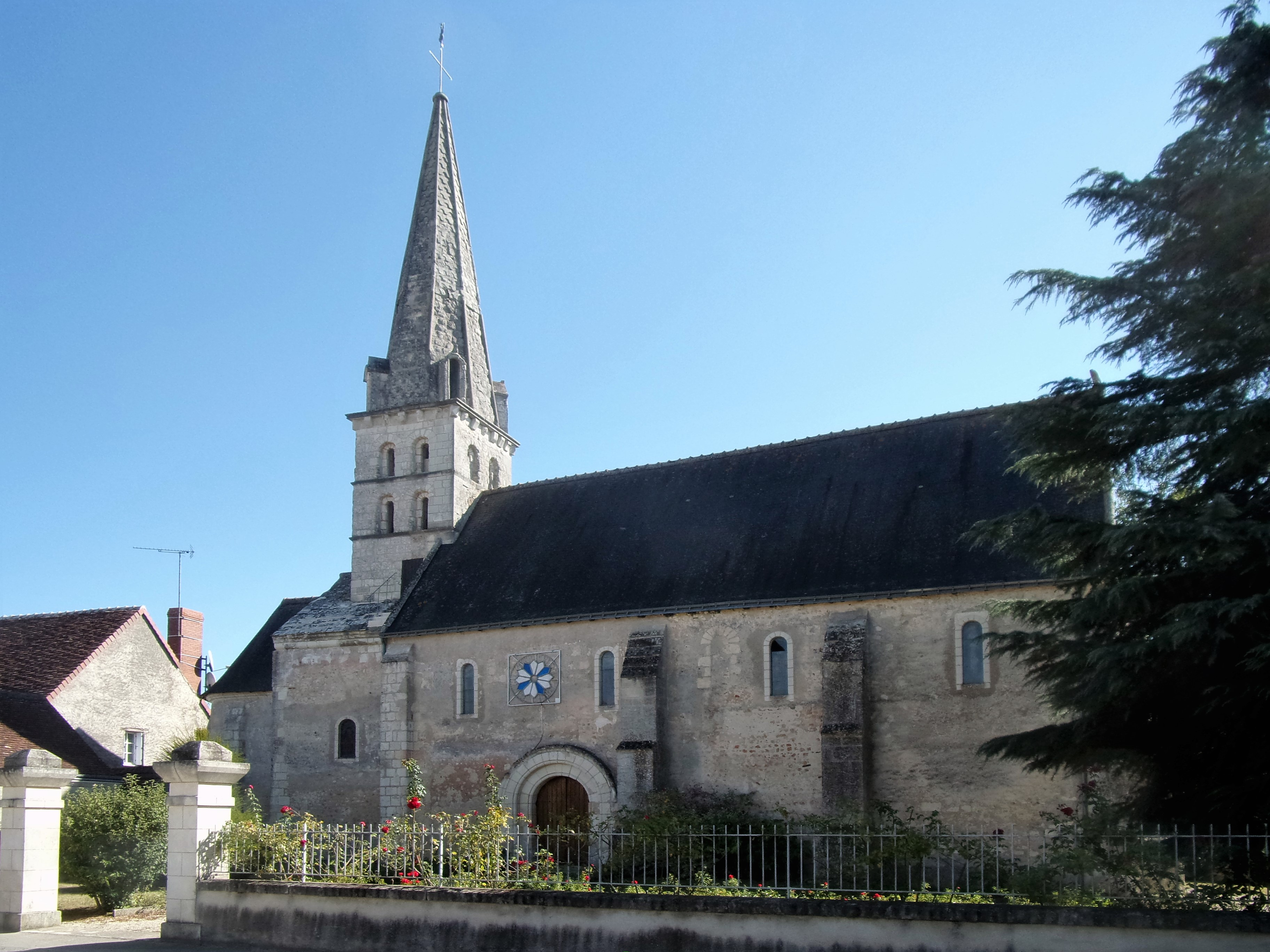
Église Saint-Leubais.
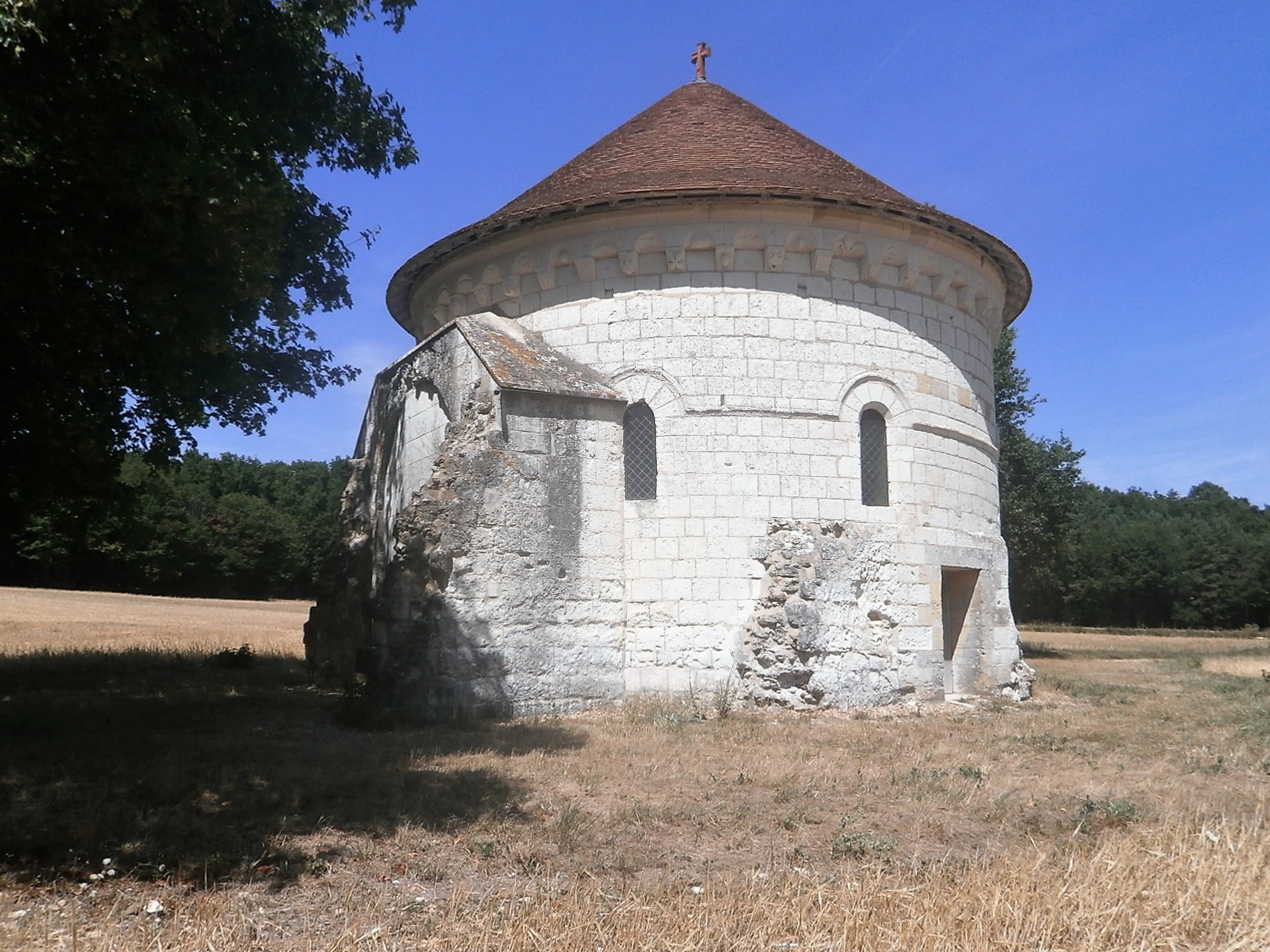
Chapelle Saint-Jean-du Liget.
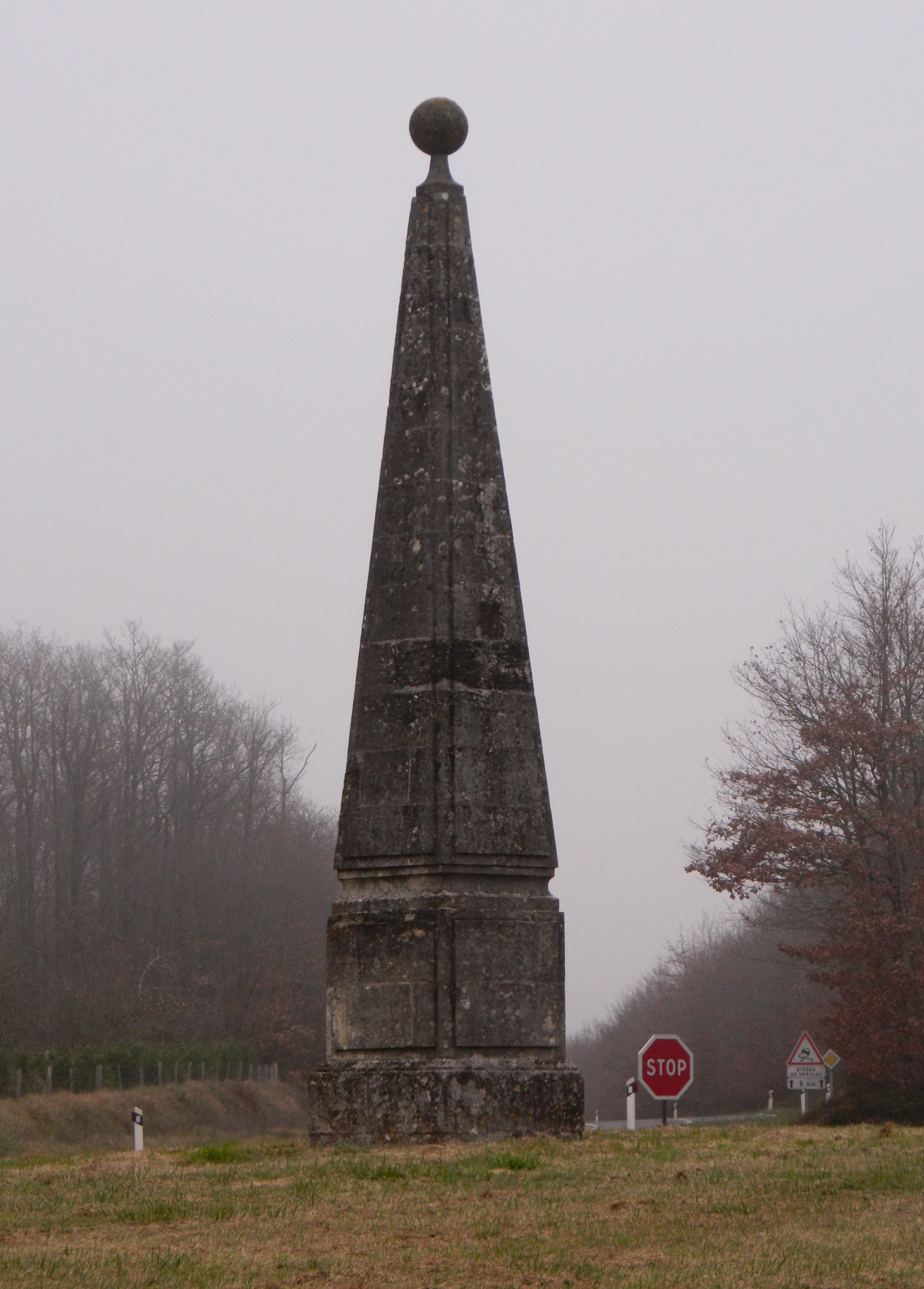
Pyramide des Chartreux.
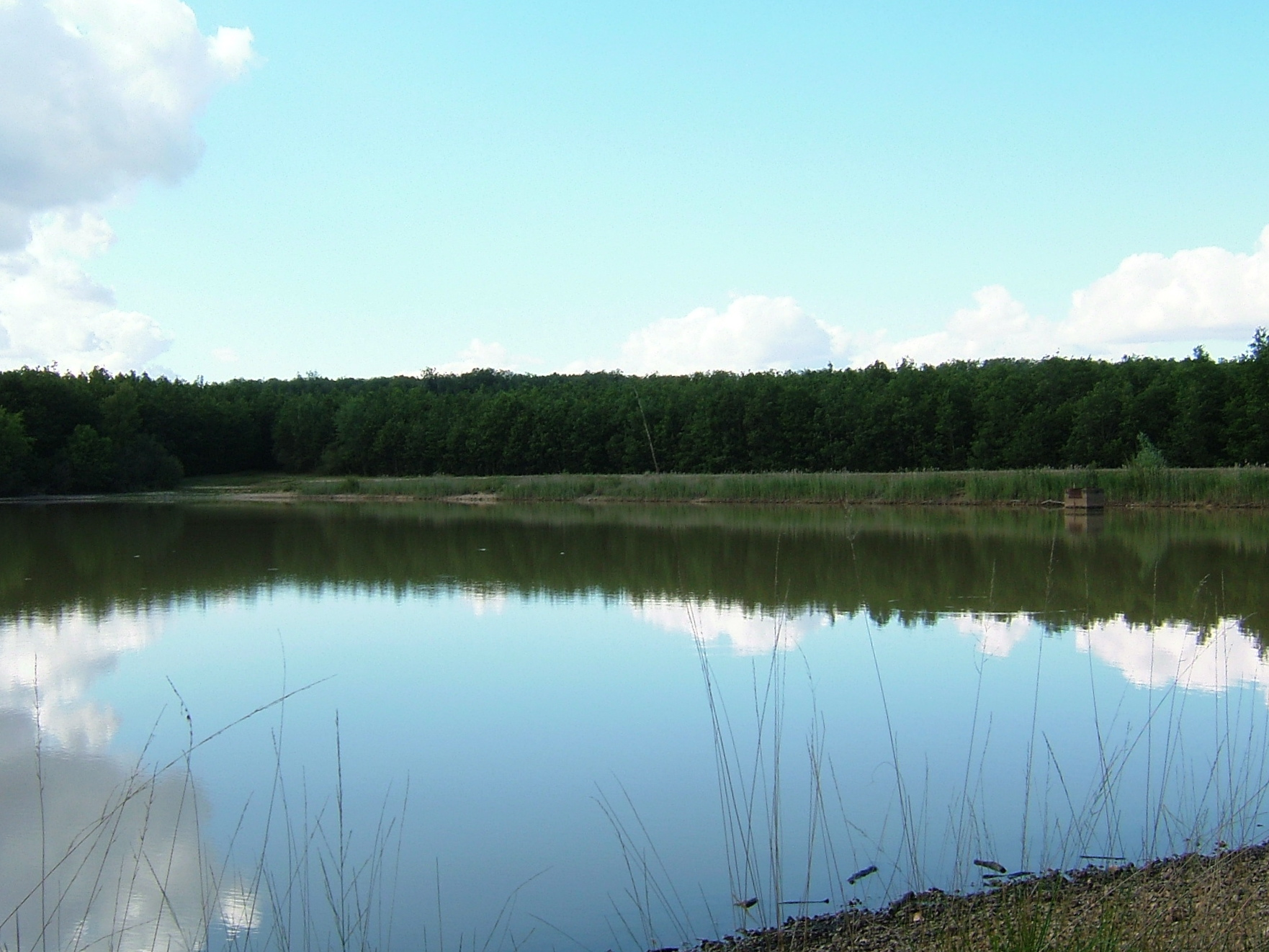
Étang du Pas-aux-Ânes.

### Patrimoine gastronomique
La commune se trouve dans l'aire géographique et dans la zone de production du lait, de fabrication et d'affinage du fromage Valençay.

### Personnalités liées à la commune
- Marcel Degliame (1912 -1989), né à La Cassine, ouvrier, syndicaliste, résistant, administrateur de théâtre, producteur de films, ami de Boris Vian. Il a vécu dans les années 1980 à Sennevières[44].